# Christensenia aesculifolia
Christensenia aesculifolia là một loài dương xỉ trong họ Marattiaceae. Loài này được Blume Maxon mô tả khoa học đầu tiên năm 1905.